# Криничувате (Криворізький район)
Криничува́те — село в Україні, у Девладівській сільській громаді Криворізького району Дніпропетровської області.
Населення — 365 мешканців.

## Географія
Село Криничувате знаходиться на відстані до 3-х км від сіл Ордо-Василівка, Вербове і Ковалеве. По селу протікає пересихаючий струмок з загатою. Поруч проходить автомобільна дорога Т 0419.

## Населення

### Мова
Розподіл населення за рідною мовою за даними перепису 2001 року:
| Мова            | Відсоток |
| --------------- | -------- |
| українська      | 94,2 %   |
| російська       | 3 %      |
| молдовська      | 1,1 %    |
| інші/не вказали | 1,7 %    |

## Інтернет-посилання
- Погода в селі Криничувате [Архівовано 21 грудня 2011 у Wayback Machine.]

1. ↑  Рідні мови в об'єднаних територіальних громадах України — Український центр суспільних даних